# 木内峰太
木内 峰太（きうち みねた、生没年不詳）は、新選組隊士。名の読みはほうたとも。峯太、岸太とも。
島田魁によれば江州の出身。文久3年（1863年）7月頃に新選組に入隊したとされる。
元治元年（1864年）6月5日の池田屋事件では土方歳三の隊（松原忠司、井上源三郎の隊とも）に所属し、屋外の守備を行っていた。後に15両の褒賞金を得ている。同年の12月に行われた編成では伊東甲子太郎の二番組に所属。慶応3年（1867年）6月10日の幕府召抱えでは、平同士として名がある。しかし、同年12月迄に離隊した。
明治8年（1875年）に京都で警察官に採用されたとされるが、以後の消息は不明。